# ゼイビア・ブッカー
ゼイビア・エリス・ブッカー（Xavier Ellis Booker, 2004年9月9日 - ）は、アメリカ合衆国のバスケットボール選手。2023-24シーズンより、NCAAのミシガン州立大学でプレーする。ポジションはセンター。

## 経歴

### ハイスクール
インディアナ州インディアナポリスのカサドラル高等学校でプレーし、3年目のシーズンに平均12.5得点・6.7リバウンド・2.3ブロックを記録。チームは州大会で優勝した。
4年目のシーズンはマクドナルド・オール・アメリカンに選出された。

### リクルート
世代最高の選手の一人として主要サイトから5つ星評価を受けた。その後、ミシガン州立大学へのコミットを発表した。他にはオーバーン大学、デューク大学、シンシナティ大学、ゴンザガ大学、インディアナ大学、ミシガン大学、ノートルダム大学、オハイオ州立大学、オレゴン大学、パデュー大学からもオファーを受けていた。